# علی مثلوثی
علی مثلوثی (انگلیسی: Ali Mathlouthi؛ زادهٔ ۲۲ آوریل ۱۹۸۷) بازیکن فوتبال اهل فرانسه است.
از باشگاه‌هایی که در آن بازی کرده‌است می‌توان به باشگاه فوتبال لانس، باشگاه فوتبال آفریقایی، و باشگاه فوتبال استراسبورگ اشاره کرد.